# Ich bin ein Berliner

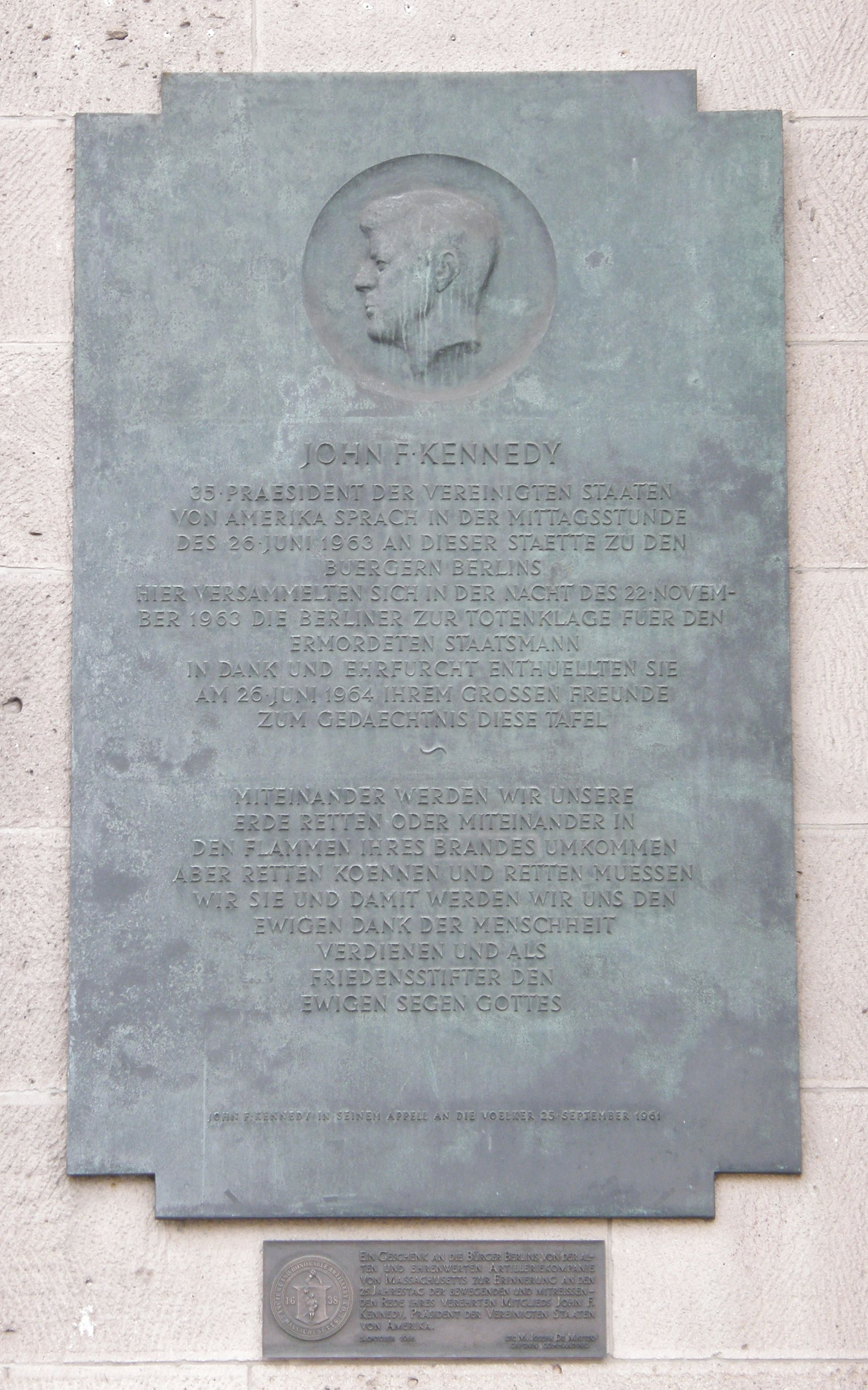
Placa homenageando o discurso de Kennedy, ao lado da entrada principal da Rathaus Schöneberg.

"Ich bin ein Berliner" ("Eu sou um berlinense", em alemão) é uma citação de um discurso feito em 26 de junho de 1963 pelo presidente dos Estados Unidos à época, John F. Kennedy, em Berlim Ocidental. Na ocasião Kennedy estava enfatizando o apoio dos Estados Unidos à Alemanha Ocidental, 22 meses depois do Estado comunista da Alemanha Oriental, aliado da União Soviética, ter erguido o Muro de Berlim como forma de impedir qualquer movimento entre as regiões orientais e ocidentais da cidade.
O discurso é considerado um dos melhores de Kennedy, e um dos momentos notáveis da Guerra Fria. Representou um grande impulso moral para os berlinenses ocidentais, que viviam num enclave situado dentro da Alemanha Oriental e temiam uma possível ocupação comunista. Falando a partir de uma plataforma erguida sobre os degraus da Rathaus Schöneberg, Kennedy disse,

Há dois mil anos, não havia frase que se dissesse com mais orgulho do que civis Romanus sum ("sou um cidadão romano"). Hoje, no mundo da liberdade, não há frase que se diga com mais orgulho que 'Ich bin ein Berliner'... Todos os homens livres, onde quer que vivam, são cidadãos de Berlim, e, portanto, como um homem livre, eu me orgulho pelas palavras 'Ich bin ein Berliner'!

Alguns relatos alegam que Kennedy teria inventado a frase na última hora, bem como a ideia de dizê-la em alemão, e que teria pedido a seu intérprete, Robert H. Lochner, que traduzisse "eu sou um berlinense" apenas ao subir as escadas da Rathaus (Prefeitura). Com a ajuda de Lochner, Kennedy praticou a frase no gabinete do então-prefeito da cidade, Willy Brandt, e teria anotado uma pronúncia fonética num cartão. Um professor do Departamento de Estado americano, no entanto, escreveu em 1997 um relato sobre a visita que teria feito a Kennedy na Casa Branca algumas semanas antes da viagem a Berlim para ajudá-lo a escrever o discurso e lhe ensinar a pronúncia correta.
O Conselheiro de Segurança Nacional, McGeorge Bundy, acreditava que o discurso tinha "passado um pouco dos limites", e os dois revisaram o texto até que atingisse uma forma mais sutil antes de repeti-lo na Universidade Livre, mais tarde naquele mesmo dia.
Esta mensagem de rebeldia tinha como alvo tanto os soviéticos quanto os berlinenses, e representava uma clara afirmação da política americana em meio à construção do Muro de Berlim. A cidade estava oficialmente sob ocupação conjunta das quatro potências aliadas, cada uma responsável por determinada zona. O discurso de Kennedy marcou o primeiro momento em que as autoridades americanas reconheceram que Berlim Oriental fazia parte do bloco soviético, juntamente com a metade oriental do país.
Existem diversos locais que homenageiam Kennedy em Berlim, como a Escola Alemã-Americana John F. Kennedy, e o Instituto John F. Kennedy de Estudos Norte-Americanos, na Universidade Livre de Berlim. A praça em frente à prefeitura da cidade, de onde o discurso foi feito, passou a se chamar "John-F.-Kennedy-Platz". Uma grande placa dedicada a Kennedy foi montada sobre uma coluna, na entrada do edifício, e a sala sobre sua entrada, que dá diretamente para a praça, é dedicada a Kennedy e sua visita.
O manuscrito original do discurso está armazenado na National Archives and Records Administration.
Há um equívoco generalizado de que Kennedy disse acidentalmente que era um "Berliner", um tipo de rosquinha alemã. Isso é uma lenda urbana que surgiu várias décadas após o discurso e não é verdade que os moradores de Berlim em 1963 teriam principalmente entendido a palavra "Berliner" como uma rosquinha de geleia ou que a plateia tenha rido do uso dessa expressão por Kennedy - se nada mais, porque esse tipo de rosquinha é chamado de "Pfannkuchen" (em português "Panqueca") em Berlim e a palavra "Berliner" é usada apenas fora de Berlim.